# Quincy Jones
Quincy Delight Jones Jr. (ur. 14 marca 1933 w Chicago, zm. 3 listopada 2024 w Los Angeles) – amerykański kompozytor, trębacz, aranżer i producent muzyczny. Odznaczony Narodowym Medalem Sztuki oraz laureat NEA Jazz Masters Award.
W młodości przyjaźnił się z Rayem Charlesem. Ukończył Berklee College of Music. Współpracował z Frankiem Sinatrą.
Producent m.in. albumów Off the Wall, Thriller i Bad Michaela Jacksona oraz singla We Are the World. Był producentem filmu Kolor purpury.

## Życie prywatne

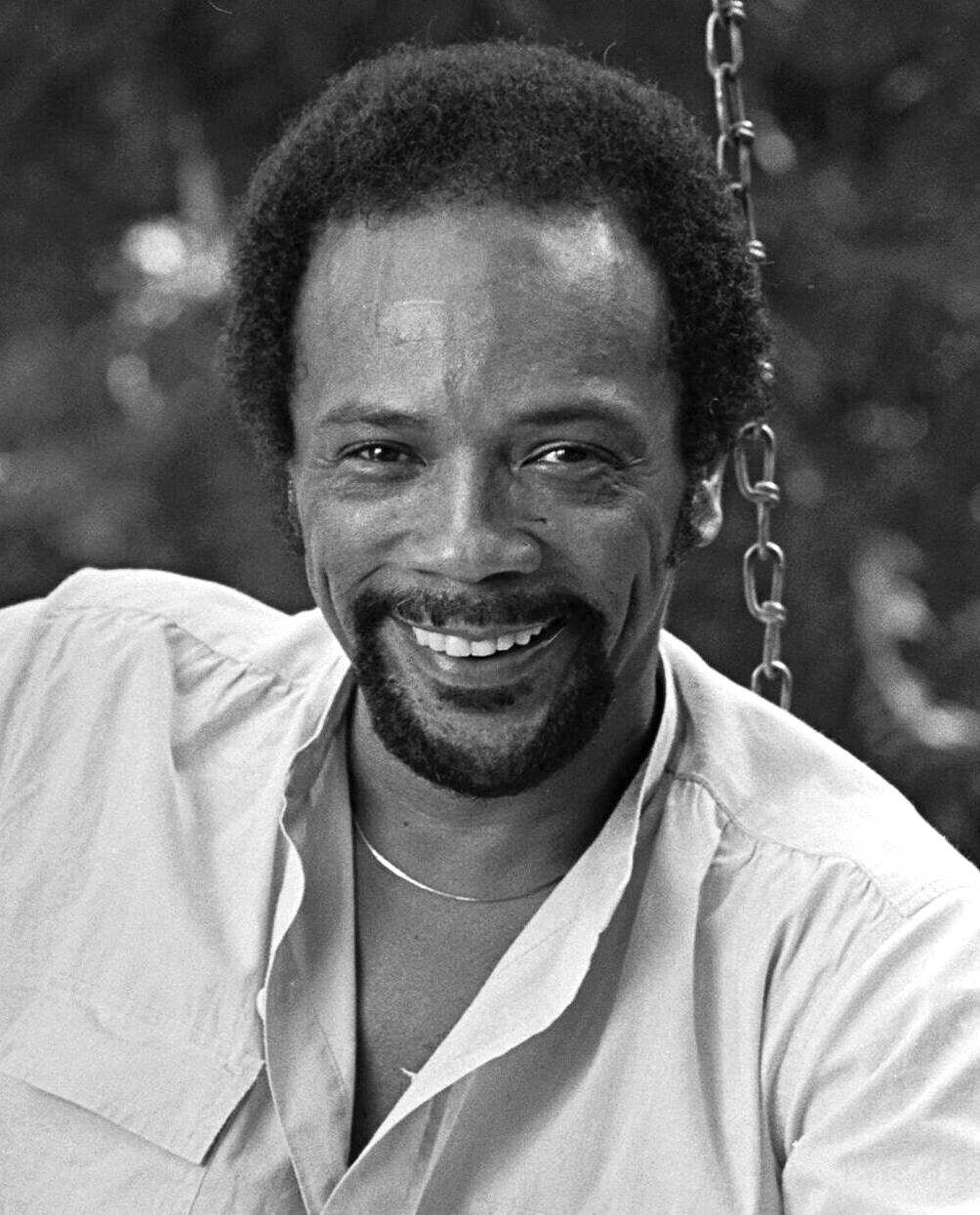
Quincy Jones w 1980 roku

Quincy Delight Jones Junior urodził się 14 marca 1933 roku w Chicago jako starszy z dwóch braci. Jego ojciec, Quincy Delight Jones Senior (1895–1971), był półprofesjonalnym baseballistą, a jego mama, Sara Frances (z domu Wells; 1904–1999), była zarządczynią nieruchomości. Babcia Quinciego Jr. ze strony ojca była byłą niewolnicą, a dziadek prawdopodobnie walijskim właścicielem niewolników. Quincy Sr. i Sara rozwiedli się, a dzieci zostały z ojcem, który ponownie się ożenił. Rodzina przeprowadziła się do Bremerton, a następnie do Seattle. To właśnie w Seattle, w wieku 12 lat, Jones Jr. poznał Raya Charlesa.
Jones był żonaty trzykrotnie i miał siedmioro dzieci z pięcioma różnymi kobietami. W latach 1974–1990 był mężem aktorki Peggy Lipton. Spotykał się i mieszkał z Nastassją Kinski, z którą miał córkę.
Nigdy nie nauczył się jeździć samochodem z powodu wypadku w wieku 14 lat. Był protestantem (baptystą) i był krytyczny wobec Kościoła katolickiego, twierdząc że jest on oparty na ideach „pieniędzy, strachu, zatajania i mordu”. W 1974 zdiagnozowano u niego tętniaka mózgu, którego udało się usunąć. Był jednym z wielu artystów, których twórczość uległa zniszczeniu 1 czerwca 2008 roku w pożarze Universal Studios.
Zmarł 3 listopada 2024 w swoim domu, w Los Angeles.

## Nagrody
W trakcie swojej kariery Quincy Jones był wielokrotnie nagradzany jako kompozytor i producent. 70 razy nominowano go do Nagrody Grammy, z których zdobył 27 oraz nagrodę Grammy Legend Award 1991 roku. Wybranymi nagrodami są:
- Nagroda Grammy w kategorii Best Jazz Fusion Performance
  - 1991 – utwór Birdland
- Nagroda Grammy w kategorii Record of the Year
  - 1984 – producent piosenki „Beat It” w wykonaniu Michaela Jacksona
  - 1985 – producent albumu We Are the World w wykonaniu USA for Africa
- Nagroda Grammy w kategorii Album of the Year
  - 1984 – producent albumu Thriller Michaela Jacksona
  - 1991 – album Back on the Block
- Polar Music Prize – 1994